# 鈴木覚 (フランス文学者)
鈴木 覚（鈴木覺、すずき さとる、1932年 - ）は、フランス中世文学者、愛知県立大学名誉教授。
福島県出身。東京大学文学部仏文科卒、1969年同大学院博士課程満期退学、愛知県立大学助教授、教授、2003年定年、名誉教授。

## 翻訳
- 『狐物語』福本直之・原野昇共訳 白水社、1994　岩波文庫、2002
- 『狐物語 2』福本直之, 原野昇共訳 溪水社 2003
- 『フランス中世文学名作選』松原秀一,天沢退二郎,原野昇編訳 篠田勝英,瀬戸直彦,福本直之,細川哲士,横山安由美共訳 白水社 2013